# Dobrý den
Dobrý den je v češtině a obdobně i v mnoha dalších jazycích jeden z nejběžnějších pozdravů. Vyjadřuje přání dobrého dne, jde tedy o výraz ve čtvrtém pádě, vzniklý zkrácením věty; někdy se používá i v plnější verzi, například dobrý den přeji nebo přejeme vám dobrý den (původně dej Pánbůh dobrý den). Podle denní doby bývá nahrazován alternativami jako dobrý večer nebo dobré ráno, dobré odpoledne. Bývá též jinak modifikován (příjemný den, hezký den) nebo zkracován či komolen (dobrej, brejden atd.).
V osobním a telefonickém styku má tento pozdrav charakter spíše formální, zdraví či oslovují se jím dospělí lidé, které mluvčí příliš nezná nebo je s nimi ve formálním vztahu, podobně jako se používá rozloučení na shledanou. Lze jím pozdravit jak jednotlivce, tak skupinu lidí, například osazenstvo místnosti, do které vstoupíme. V písemné a e-mailové korespondenci je jako oslovení považován za více familiární, používá se spíše v korespondenci neformální, neoficiální či interní, zatímco za standardní oficiální oslovení se považuje „Vážený pane“ apod.

## Historie a původ
Pozdrav je zmíněn například v Rukopise hradeckém ze 14. století („když sě s ním, tj. kupec s někým, utká v městě, dobrojtro neb dobrý den vzdá“). Podle Gebauerova Slovníku staročeského (1903) pozdrav vznikl ze spojení, která se vyskytovala v české literatuře, jako například „miluje dny viděti dobré“ (Žaltář klementinský, 14. století) nebo „by sě kdo smál neb dobrý den jměl“ (Ráj duše, 14. století). Pozdrav „dobrojitro“ se prý vyskytoval v české podobě dokonce i u německých spisovatelů 13. století.
Na přelomu 19. a 20. století se tak zdravili například příslušníci evangelických rodin na Roudnicku s čistou českou tradicí, a nápadně se tak lišili od katolíků, neboť ti se zdravili „(Dej Pánbůh) dobré jitro / dobré poledne / dobré odpoledne / dobrý večer!“. 
V první polovině 20. století se tento pozdrav obecně rozšířil a byl vnímaný jako nový, vytlačující tradiční, náboženské pozdravy. Obecné rozšíření pozdravu bylo podle Naší řeči zřejmě zásluhou českých škol. Podle článku Naší řeči z roku 1947 se obecně rozšířil „v poslední době“, avšak již dříve, než pozdrav na shledanou.
Čeští nacionalističtí puristé opakovaně vyjadřovali obavy, zda nejde o germanismus (podle německého doslovně shodného Guten Tag). Časopis Naše řeč v roce 1919 i v roce 1920 čtenáře ujistil, že pozdravy dobrý den, dobré jitro apod. jsou dobré pozdravy české (a obecně slovanské) a jsou doloženy již ze 14. století. V roce 1947 Naše řeč psala, že jde o pozdravy evropské, ba světové, k nimž nemá němčina monopolní právo, a krom toho v poslední době němčina upřednostňovala pozdravy jiné, politické.